# Yulimar Rojas
Yulimar Rojas (n. 21 octombrie 1995, Caracas, Venezuela) este o atletă venezueleană, medaliată olimpică. A participat la 2 ediții ale Jocurilor Olimpice (2016, 2020) în care a câștigat o medalie de aur și o medalie de argint în proba de triplusalt. A stabilit două recorduri mondiale și a fost campioană mondială în anii 2017, 2019, 2022 și 2023.

## Palmares
| An   | Competiție                                   | Locație                    | Loc | Eveniment  | Note    |
| ---- | -------------------------------------------- | -------------------------- | --- | ---------- | ------- |
| 2011 | Campionatul Sud-American de Juniori          | Medellín, Columbia         | 1   | înălțime   | 1,78 m  |
| 2012 | Campionatul Sud-American de Tineret          | São Paulo, Brazilia        | 3   | înălțime   | 1,73 m  |
| 2012 | Campionatul Sud-American de Juniori (sub 18) | Mendoza, Argentina         | 4   | înălțime   | 1,68 m  |
| 2013 | Campionatul Sud-American                     | Cartagena, Columbia        | 7   | lungime    | 6,18 m  |
| 2013 | Campionatul Sud-American                     | Cartagena, Columbia        | 5   | înălțime   | 1,73 m  |
| 2013 | Jocurile Panamericane de Juniori             | Medellín, Columbia         | 4   | 4x100 m    | 46,70   |
| 2013 | Jocurile Panamericane de Juniori             | Medellín, Columbia         | 2   | înălțime   | 1,76 m  |
| 2014 | Jocurile Sud-Americane                       | Santiago, Chile            | 1   | înălțime   | 1,79 m  |
| 2014 | Campionatul Mondial de Juniori               | Eugene, Statele Unite      | 11  | lungime    | 5,81 m  |
| 2014 | Campionatul Mondial de Juniori               | Eugene, Statele Unite      | 17  | triplusalt | 12,99 m |
| 2014 | Campionatul Sud-American de Tineret          | Montevideo, Uruguay        | 1   | lungime    | 6,36 m  |
| 2014 | Campionatul Sud-American de Tineret          | Montevideo, Uruguay        | 1   | triplusalt | 13,35 m |
| 2015 | Campionatul Sud-American                     | Lima, Peru                 | 4   | lungime    | 6,20 m  |
| 2015 | Campionatul Sud-American                     | Lima, Peru                 | 1   | triplusalt | 14,14 m |
| 2015 | Jocurile Panamericane                        | Toronto, Canada            | 11  | lungime    | 6,36 m  |
| 2015 | Jocurile Panamericane                        | Toronto, Canada            | 4   | triplusalt | 14,37 m |
| 2016 | Campionatul Mondial în sală                  | Portland, Statele Unite    | 1   | triplusalt | 14,41 m |
| 2016 | Jocurile Olimpice                            | Rio de Janeiro, Brazilia   | 2   | triplusalt | 14,98 m |
| 2017 | Campionatul Sud-American                     | Asunción, Paraguay         | 2   | triplusalt | 14,36 m |
| 2017 | Campionatul Mondial                          | Londra, Marea Britanie     | 1   | triplusalt | 14,91 m |
| 2018 | Campionatul Mondial în sală                  | Birmingham, Marea Britanie | 1   | triplusalt | 14,63 m |
| 2019 | Jocurile Panamericane                        | Lima, Peru                 | 1   | triplusalt | 15,11 m |
| 2019 | Campionatul Mondial                          | Doha, Qatar                | 1   | triplusalt | 15,37 m |
| 2021 | Jocurile Olimpice                            | Tokio, Japonia             | 1   | triplusalt | 15,67 m |
| 2022 | Campionatul Mondial în sală                  | Belgrad, Serbia            | 1   | triplusalt | 15,74 m |
| 2022 | Campionatul Mondial                          | Eugene, Statele Unite      | 1   | triplusalt | 15,47 m |
| 2023 | Campionatul Mondial                          | Budapest, Ungaria          | 1   | triplusalt | 15,08 m |